# Acianthera leptotifolia
Acianthera leptotifolia é uma espécie de orquídea epífita, família Orchidaceae, que existe nos estados do sul e sudeste do Brasil. São plantas minúsculas, mas sempre robustas, de crescimento cespitoso, com caules de muito curtos a levemente comprimidos lateralmente na porção superior; folhas cilíndricas; inflorescência também comprimida lateralmente, com três a quatro flores amarelas mais ou menos espaçadas, com ovário triangular e sépalas exteriormente dotadas de  carena central longitudinal. Hoje sabe-se que está incluída entre os clados de Acianthera.

## Publicação e sinônimos
- Acianthera leptotifolia (Barb.Rodr.) Pridgeon & M.W.Chase, Lindleyana 16: 244 (2001).

Sinônimos homotípicos:
- Pleurothallis leptotifolia  Barb.Rodr., Gen. Spec. Orchid. 1: 15 (1877).
- Specklinia leptotifolia (Barb.Rodr.) F.Barros, Hoehnea 10: 110 (1983 publ. 1984).
- Pabstiella leptotifolia (Barb.Rodr.) Luer, Monogr. Syst. Bot. Missouri Bot. Gard. 112: 120 (2007).